# Belotus nueschi
Belotus nueschi es una especie de coleóptero de la familia Cantharidae.

## Distribución geográfica
Habita en Brasil.